# 米蘭森特 (印第安納州)
米蘭森特（英語：Milan Center）是位於美國印地安納州艾倫縣的一個非建制地區。該地的面積和人口皆未知。

## 地理
米蘭森特的座標為41°08′39″N 84°56′46″W / 41.14417°N 84.94611°W，而該地的平均海拔高度為231米（即758英尺）。